# ضبة بن يزيد الأسدي العيني
ضبة بن يزيد الأسدي العيني كان ممن عُرف عنه قطع الطريق ونهب وسلب القرى والمسافرين على حد سواء بل وصل به الأمر إلى نهب الحائر الحسيني بكربلاء.

## ذكره في التاريخ
تردد ذكره في كتابات مؤرخي القرن الرابع 

### ذكر ابن مسكويه له
ذكره ابن مسكويه في كتابه (تجارب الأمم) الذي أشار فيه إلى ضبة العيني في حوادث سنة (363 هـ) وكان ذلك بعد ثماني سنين على كتابة حجر حفة الأبيض في إشارته إلى أن عز الدولة بختيار ابن معز الدولة البويهي ملك العراق، رغب بشدة في إخماد ثورة القائد التركي الفتكين واعتصامه ببغداد مما دفعه إلى مخاطبة ضبة بن محمد الأسدي العيني بضرورة شنّ الغارات على أطراف بغداد ومنع جلب الميرة إليها. وأردت في تعريف الرجل (وضبة رجل من أهل عين التمر كثير العشائر وقد جرت عادته بالتبسّط ... ففعل ووجد الطريق إلى بغيته فنهب السواد وقطع السبل).

### ذكر ابن الأثير له
وذكر ابن الأثير في حوادث سنة (364 هـ) : ووصل الفتكين إلى بغداد فحصل محصورا من جميع جهاته وذلك أن بختيار كتب إلى ضبة بن محمد الأسدي وهو من أهل عين التمر وهو الذي هجاه المتنبي فأمره بالإغارة على أطراف بغداد وبقطع الميرة عنها.

## عبثه بمقام الحسين بكربلاء
أرسل عضد الدولة البويهي فرقة من جنده بعد أن عمد ضبة إلى تخريب مشهد  الحسين بن علي في كربلاء، فهرب إلى البادية، ففي حوادث سنة 369 هـ في تجارب ابن مسكوية ورد: (وفي هذه السنة نفذ عسكر إلى عين التمر في طلب ضبة بن محمد الأسدي... فإنه ممن يسلك سبيل الدعارة ويسفك الدماء ويخيف السبل وينهب القرى ويبيح الأموال والفروج وانتهك حرمة المشهد بالحائر فلما أطلّ عليه العسكر هرب بحشاشته إلى البادية وأسلم أهله وحرمه فحصل أكثرهم في الأسر وملكت عين التمر).
ويذكر ابن الجوزي أن تحصنه في عين التمر دام لنحو ثلاثين سنة وهو قول لا يسلم من المبالغة إذ يلزم أن يكون عمره اثني عشرة سنة ابتداء عصيانه إذا سلمنا أن عمره كان سنة 356 هـ ثلاثين سنة كما حجر حفنة، كما ذهب إلى ذلك المحقق مصطفى جواد.

## الملاجئ التي هرب إليها
ويبدو أنه كان يلوذ بملاجيء كثيرة في البادية ومنها حصن الأخيضر الذي يقع على مقربة من عين التمر وحجر حفنة بحسب ذات المحقق، وكذلك بحسب الطبيعة الجغرافية للمكان ووصفه من خلال ما وصلنا من مدونات تذكر الحادثة التي انتهت بالمتنبي إلى هجائه.

## قصيدة أبو الطيب المتنبي في ضبّة
فلقد ورد في التوطئة التي سبقت القصيدة ما نصّ: كان قوم من أهل العراق قتلوا يزيد الضبي ونكحوا امرأته، ونشأ له منها ولد بالعين يسمى ضبة، يغدر بكل أحد نزل به أو أكل معه أو شرب. واجتاز أبو الطيب بالطف، فنزل بأصدقاء له. وسارت خيلهم إلى هذا العبد واستركبوه، فلزمه المسير معهم. فدخل هذا العبد الحصن وامتنع به، وأقاموا عليه، وهو يشتمهم أقبح شتم، ويسمي أبا الطيب باسمه. وأراد القوم أن يجيبوه بمثل ألفاظه القبيحة وسألوه ذلك فتكلف لهم على مشقة. وعلم أنه لو سبه لهم معترضاً لم يفهم ولم يعمل فيه عمل التصريح، فخاطبه على ألسنتهم من حيث هو، فقال أبو الطيب هذه القصيدة في جمادى الآخرة سنة ثلاث وخمسين وثلاثمائة.
وورد ذات الخبر في نسخة خطية بدار الكتب الوطنية بباريس ذكرها الدكتور مصطفى جواد وأرقامها(3091 الورقة 195 السطر السادس): .... وسار أصدقاء أبي الطيب لمحاربة هذا العبد وسألوا أبا الطيب المسير فأجاب إلى ذلك فلما نزلوا به تحت حصن هو فيه جعل يشتمهم أقبح شتيمة ويسب أبا الطيب، فسألوا أبا الطيب أن يهجوه، فعلم أنه إنْ سبه معرّضا لم يفهم، فقال أبو الطيب:
وورد في نسخة ثالثة محفوظة بدار الكتب الوطنية بباريس وأرقامها(3095 الورقة 132): وقال يهجو ضبة بن يزيد العيني الكوفي ويصرّح بشتمه لأنه لا عقل له يعرف به التعريض.
أما ما يؤيد من أن الحصن الذي التجأ إليه ضبة وأخذ يسمّي المتنبي باسمه ويشتمه تصريحا هو حصن الأخيضر ذاته هو أن من المسلم به الآن أن الحصن كان قائما ومعروفا على نحو كبير وواسع منذ عام 157 هـ على الأقل نتيجة للعثور على مسكوكات يتراوح ضربها بين سنتي 157 هـ و 162 هـ، ولعلّ اكتشاف فلس نحاسيّ ضُرب بمدينة السلام في سنة 157 هـ يجعل الأمر يميل إلى اليقين لعلمنا أن المسكوكات النحاسية لا يمكن لها أن تبقى متداولة أمدا طويلا بسبب تلفها السريع وعدم رغبة الناس في اكتنازها وادخارها لرخص معدنها، كما أنه كان من الشهرة بحيث اهتم به الملوك ولجأ إليه الأمراء والرؤساء للتحصن كما في خبر الخارجيين الذين استوطنوا الحصن منذ القرن الخامس الهجري وهناك إشارات عديدة إلى هذا الامر تحفل بها كتب المؤرخين والبلدانيين كسبط بن الجوزي والقلقشندي وآخرين، بل وهناك نصّ كتابيّ بخطّ النسخ قوامه سبعة أسطر وجد في جدران حصن الأخيضر الداخلية كتبه أحد أعيان خفاجة أثناء مكوثهم فيه.
وبالعودة إلى توطئة القصيدة نجد أن أبا الطيب كتبها قبل مقتله بنحو عام واحد حيث نزل عند رغبة أصدقاء له وقصدوا الطف وهي كربلاء لمحاربة ضبة كما ذكر في الخبر. وهنا تأكيد على أنه وصل كربلاء ودخل باديتها لملاحقة ضبة الذي كان في تلك الفترة ملتجئا في الحصن.